# Axel Witzansky
Axel Witzansky (10 de marzo de 1895 - 1 de febrero de 1968) fue un bailarín, coreógrafo, actor y profesor teatral y de ballet sueco de origen danés.

## Biografía
Su nombre completo era Axel Oscar Witzansky, y nació en Copenhague, Dinamarca. Witzansky empezó a bailar a los ocho años de edad, y se formó en la escuela de danza del Teatro Real de Copenhague, donde actuó entre 1911 y 1920. Participó en giras de los Ballets Suecos de París entre 1920 y 1923, y con el ballet ruso de Léonide Massine en 1923. Desde 1924 a 1926 fue bailarín solista y profesor de ballet en teatros de Albert Ranft. Además, trabajó como coreógrafo en el Teatro Dramaten y como profesor en la escuela de dicho centro desde 1927 a 1942. En 1939 abrió una escuela teatral propia en Gärdet, Estocolmo, en la cual estudiaron, entre otros, Allan Edwall, Tor Isedal, Jan Malmsjö y Evabritt Strandberg.
Axel Witzansky falleció en Estocolmo, Suecia, en el año 1968. Fue enterrado en el Cementerio Skogskyrkogården de dicha ciudad.

## Filmografía

### Actor
- 1920 : Tagning Svenska Baletten
- 1944 : Kungajakt
- 1945 : Flottans glada gossar
- 1952 : Eldfågeln
- 1958 : Jazzgossen

### Coreógrafo
- 1930 : Mach' mir die Welt zum Paradies
- 1930 : För hennes skull
- 1933 : Giftasvuxna döttrar
- 1938 : Bara en trumpetare

## Teatro

### Actor
- 1924 : Operettprinsessan, de Richard Kessler, Will Steinberg y Walter Brommé, dirección de Nils Johannisson, Teatro Oscar[2]
- 1928 : Las aves, de Aristófanes, dirección de Olof Molander, Dramaten
- 1930 : Stockholm blir Stockholm, de Svasse Bergqvist, dirección de Franz Engelke y Adolf Niska, Vasateatern[3]
- 1934 : Sol över Söder, Södra Teatern[4]

### Coreógrafo
- 1925 : Die Damen vom Olymp, de Rudolf Schanzer, Ernst Welisch y Rudolf Lewysohn, dirección de Nils Johannisson, Teatro Oscar[5]
- 1925 : Orloff, de Ernst Marischka y Bruno Granichstaedten, dirección de Nils Johannisson, Teatro Oscar
- 1925 : Reisen til Julestjernen, de Sverre Brandt y Johan Halvorsen, adaptación de Nils Johannisson, dirección de Nils Johannisson, Teatro Oscar[6]
- 1926 : Die leichte Isabell, de Robert Gilbert y Hans Hellmut Zerlett, dirección de Gunnar Cronwin, Blancheteatern[7]
- 1928 : Broadway, de Philip Dunning y George Abbott, adaptación de Elsa af Trolle, dirección de Mauritz Stiller, Teatro Oscar[8]
- 1929 : Rose-Marie, de Rudolf Friml, Herbert Stothart, Otto Harbach y Oscar Hammerstein, adaptación de Björn Halldén y Anita Halldén, dirección de Gustaf Bergman, Vasateatern[9]
- 1930 : Hotell Stadt Lemberg, de Jean Gilbert y Ernst Neubach, dirección de Adolf Niska, Vasateatern[10]
- 1930 : Stockholm blir Stockholm, de Svasse Bergqvist, dirección de Adolf Niska, Vasateatern
- 1933 : The new moon, de Oscar Hammerstein, Laurence Schwab, Frank Mandel y Sigmund Romberg, dirección de Harry Stangenberg, Teatro Oscar[11]
- 1934 : Mam'zelle Nitouche, de Florimond Hervé, Henri Meilhac y Albert Millaud, dirección de Nils Johannisson, Teatro Oscar[12]
- 1934 : Das Dreimäderlhaus, de Alfred Maria Willner, Heinz Reichert, Franz Schubert y Heinrich Berté, dirección de Nils Johannisson, Teatro Oscar[13]
- 1934 : Eine Frau, die weiß, was sie will, de Louis Verneuil, Alfred Grünwald y Oscar Straus, dirección de Nils Johannisson, Teatro Oscar[14]
- 1938 : Värmlänningarna, de Fredrik August Dahlgren y Andreas Randel, dirección de Ernst Eklund, Skansens friluftsteater[15]